# Marina catalinae
Marina catalinae är en ärtväxtart som beskrevs av Rupert Charles Barneby. Marina catalinae ingår i släktet Marina och familjen ärtväxter. Inga underarter finns listade i Catalogue of Life.